# Alexis Arts
Alexis Arts, pseudonimo di Danilo Audiello (Foggia, 5 maggio 1986), è un illusionista, attore e ballerino italiano.

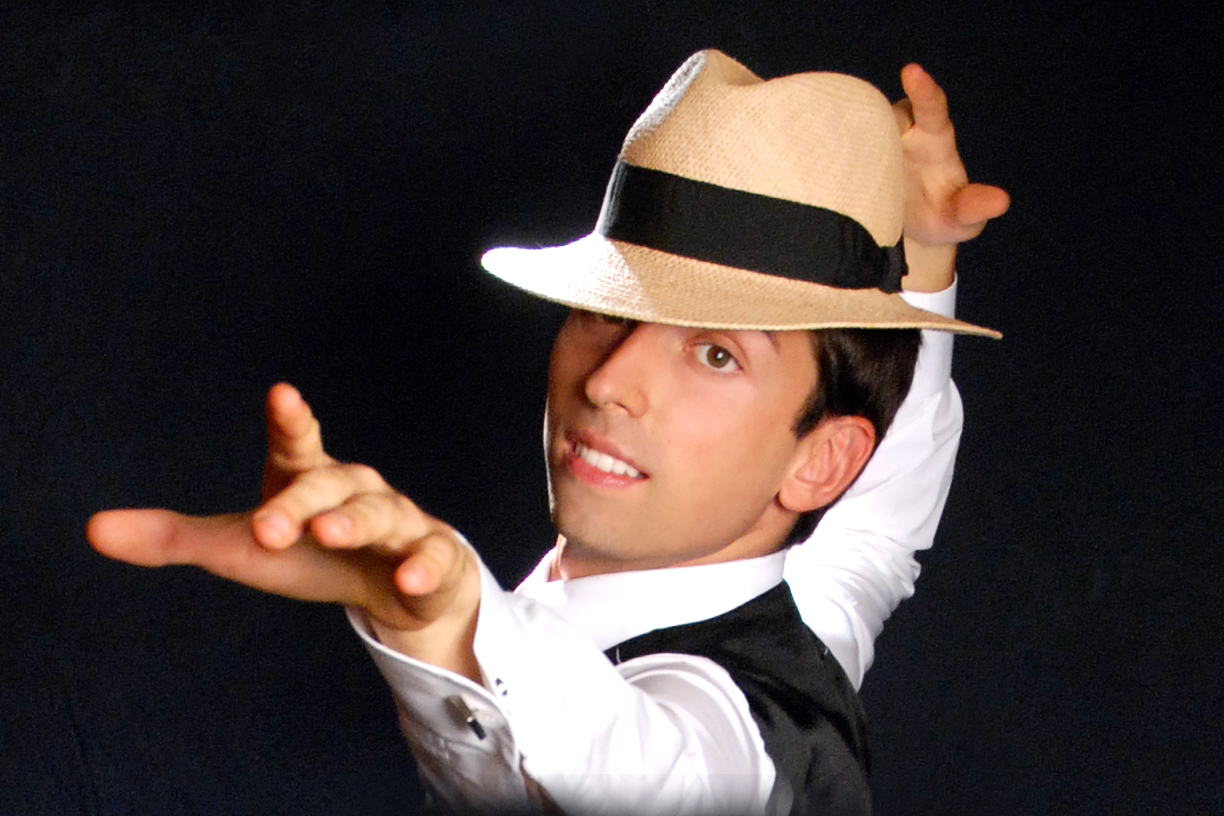
Alexis Arts

I suoi spettacoli mescolano l'illusionismo con altre discipline artistiche come la danza, il trasformismo, la mimica, il teatro, le ombre cinesi, le arti marziali; si definisce infatti "illusionista e fantasista".
Dal 29 maggio 2009 è detentore di 6 Guinness World Records, tra cui quelli per la velocità di liberazione da un paio di manette e da una camicia di forza.